# Abjad

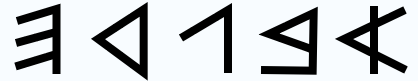
As primeiras cinco letras do alfabeto fenício

Um abjad, também conhecido como consonantário, é um sistema de escrita no qual os símbolos das letras, que representam as consoantes quando lidos, devendo o leitor acrescentar as vogais em falta. Alguns abjads  «impuros» (como o arábico) podem ter caracteres também para algumas vogais, diacríticos vocálicos opcionais ou ambos.
Na classificação de sistemas de escrita, é possível classificar os abjads como um tipo especial de silabário, um tipo especial de alfabeto, ou ainda uma categoria independente.
Como exemplos, podem ser citados as escritas: aramaica, siríaca, ugarítica, árabe e hebraica.
Quase todos os abjads conhecidos estão relacionados à família semítica de sistemas de escrita. Tal está relacionado com a estrutura morfêmica das línguas semíticas, que em muitos casos, desde que conheçam o som das palavras e o assunto em pauta, torna-se desnecessária (redundante) a denotação de vogais.
Em diversos abjads podem ser adicionadas, opcionalmente, indicações de vogais, embora não seja a prática na leitura atual. Para isso, utilizam-se sinais diacríticos , pequenos traços e/ou pontos colocados abaixo ou acima das consoantes no sentido de conduzir a leitura ao assunto abordado. Um exemplo deste tipo de intervenção, pode ser encontrado no hebraico, onde são muito utilizados os diacríticos vocálicos em livros didáticos de iniciação à escrita ou em exemplares da Torá que foram inseridos posteriormente.

## Origem do termo
O termo abjad é um acrônimo derivado das quatro primeiras letras - Âlif, Bâ, Jîm, Dâl - de uma antiga ordenação do alfabeto árabe, denominada ordem abjadi.

## Principais abjads

### Abjad Hebraico
O abjad hebraico, também conhecido como Alef-Beit, é utilizado para a escrita em hebraico, que é uma língua semítica pertencente à família das línguas afro-asiáticas. Foi criado por volta do século III a.C. Também é utilizado para escrever o iídiche, língua germânica falada pelos judeus da Europa Oriental e Alemanha. Assim como na escrita árabe, nesse alfabeto, os textos são escritos no sentido anti-horário (da direita para a esquerda).

### Abjad Aramaico
Foi um antigo sistema de escrita (abjad) muito difundido na região da Mesopotâmia a partir do século VII a.C., sendo então adotado pelos persas. Diferente do Latim que caiu em desuso por volta de 1300, o Aramaico ainda hoje é uma língua ativa nas aldeias do interior da Síria. O aramaico é um idioma com grande importância para a história da humanidade, na qual reside no fato de ser o elo de reversão ao aramaico para conhecer a pronunciação dos nomes e dos sons das consoantes que formam o alfabeto hebraico.
Diferente do hebraico, um alfabeto meramente decorativo somente visto em obras de arte e tapeçarias; o aramaico sempre foi usado no interior da Síria e sua preservação se deve ao fato de ser escrito e falado pelos aldeões cristãos que habitavam as cidades ao norte de Damasco, e fizeram com que o Aramaico chegasse intacto até hoje.